# Kanton Montreuil-Ouest
Kanton Montreuil-Ouest (fr. Canton de Montreuil-Ouest) je francouzský kanton v departementu Seine-Saint-Denis v regionu Île-de-France. Tvoří ho pouze západní část města Montreuil.